# Джон Брейн
Джон Брейн (John Braine; 13 квітня 1922 — 28 жовтня 1986) — англійський письменник, представник групи письменників Сердиті молоді люди.

## Життєпис
Народився в місті Бредфорд, графство Західний Йоркшир. У 16 років покинув школу, був робітником у магазині, технічним співробітником наукової лабораторії. Під час Другої світової війни служив на флоті. Після війни працював бібліотекарем у провінційному місті Бінглі. 1955 року одружився, в шлюбі народилися четверо дітей. Перебуваючи на лікуванні у туберкульозній лікарні, почав писати.
Перший його роман «Шлях нагору» (1957) став бестселером, таким собі програмним твором Сердитих молодих людей . У романі Джо Лемптон для досягнення кар'єрного успіху та матеріального достатку змінює свою любов до дівчини на шлюб за розрахунком. Цей шлюб відкриває перед ним можливість швидкого просування кар'єрними сходами, але це не приносить йому відчуття щастя. Брейн описує у романі ніби роздвоєння сутності героя: поневолений успіхом, кар'єрою, матеріальним, виявляється у суперечності зі своєю природою, щастям. Роман сприйняли як свідчення ілюзорності цінностей, прийнятих у тодішньому суспільстві. 1959 року роман екранізовано.
Після досягнення літературного успіху переїхав на південь Англії. 1959 року вийшов автобіографічний роман «Водай» (1959). У романі відбито період, коли Брейн лікувався від туберкульозу. У ньому одужання героя пов'язують із перемогою його над злими духами.
Письменник Колін Вілсон, який дружив з Брейном, згадує про поїздку до Ленінграда в липні 1960 року, в якій брав участь сам Вілсон із дружиною, Брейн із дружиною Пет і сином Джонатаном, а також Боб і Пет Пітмани. Під час подорожі до Ленінграда кораблем, Брейн говорив, що вирішив написати продовження «Шляху нагору», проте ще не придумав сюжету. Оскільки роман Брейна був виданий у СРСР великим тиражем і став дуже популярним, Брейна запросили також до Москви на зустріч у Спілці письменників.
1962 року пише продовження роману «Шлях нагору» — «Життя нагорі». У романі Джо Лемптон, який досяг уже висот суспільного становища, сумнівається у правильності вибору такого життя. Фільм екранізовано 1965 року.
Довгий час Брейна вважали «лівим», поки в 1960-ті роки він не заявив відкрито, що стоїть на консервативних позиціях. 1967 року підписав листа про підтримку США під час війни у В'єтнамі. У романі «Вогненний перст» (1977) описав діяльність ультралівої організації, яка задумала державний переворот у Великій Британії.
У 1970-80-ті роки пише твори, близькі до масової літератури, які не мали успіху у читачів.
Помер 1986 року у віці 64 років.